# 降b小調
降b小調是一個於降B音開始的音樂的小調，組成的音有降B、C、降D、降E、F、降G、降A及降B（和聲小調）。降b小調是一個有五個降號的調。在這個小調的和聲小調中，原本的降A要被還原成A音。
它的相對大調是降D大調，並行大調是B大調。

## 特征
降b小調帶有憂鬱的特征，常見樂器為双簧管，法國號很少見。